# Vario LF2
Vario LF2 – typ czeskiego, częściowo niskopodłogowego, dwuczłonowego tramwaju. Produkowany jest przez zakłady Pragoimex, Krnovské opravny a strojírny oraz VKV Praha, tworzące konsorcjum Alianci TW Team.
Vario LF2 jest już trzecim modelem z serii tramwajów częściowo niskopodłogowych ze skrętnymi wózkami (po standardowym Variu LF oraz trójczłonowym Variu LF3). Miłośnicy komunikacji tramwajowej określają ten typ tramwaju mianem „dvojwany” (czes. dvoučlánková „wana”; czes. „wana” = Vario LF).

## Konstrukcja
Konstrukcja Varia LF2 wywodzi się od tramwajów LF oraz LF3. Jest to jednokierunkowy, sześcioosiowy, silnikowy wagon tramwajowy. Nadwozie składa się z dwóch części złączonych przegubem. Z prawej strony pudła znajduje się czworo dwupłatowych drzwi odskokowych (Ostrawa) lub czteropłatowych harmonijkowych (Brno). Pierwsze oraz ostatnie drzwi prowadzą do części wysokopodłogowej tramwaju. Część niskopodłogowa, o wysokości podłogi 350 mm nad główką szyny, znajduje się za dwoma środkowymi drzwiami i stanowi 43% całkowitej powierzchni tramwaju. W części przegubu (nad środkowym wózkiem) podłogę zamontowano na wysokości 860 mm, podobnie jak w części przedniej oraz tylnej wnętrza.
Vario LF2 napędzane jest silnikami asynchronicznymi. Wyposażenie elektryczne typu TV Europulse od firmy Cegelec umieszczono na dachu. Wygląd tramwaju zaprojektował architekt František Pelikán.
Tramwaje Vario LF2 produkowane są jako fabrycznie nowe (oznaczenie VarioLF2.E) lub jako modernizacje starszych tramwajów K2, polegające na wymianie nadwozia (oznaczenie VarioLF2R.E).

## Dostawy
| Państwo        | Miasto         | Typ            | Lata dostaw    | Liczba | Numery taborowe |       |
| -------------- | -------------- | -------------- | -------------- | ------ | --------------- | ----- |
| Czechy         | Brno           | VarioLF2R.E    | 2008–2018      | 32     | patrz niżej     | [ 1 ] |
| Czechy         | Ostrawa        | VarioLF2.E     | 2007           | 1      | 1401            | [ 2 ] |
| Czechy         | Ostrawa        | VarioLF2R.S    | 2013–2014      | 2      | 1402, 1403      | [ 3 ] |
| Łączna liczba: | Łączna liczba: | Łączna liczba: | Łączna liczba: | 35     |                 |       |

Numery wozów
- Brno: 1069, 1072, 1078, 1082–1084, 1088, 1090, 1092–1094, 1096, 1098–1103, 1106, 1108–1110, 1112, 1114, 1117, 1120, 1126–1128, 1130–1132